# 03式空挺歩兵戦闘車
03式空挺歩兵戦闘車(まるさんしきくうていほへいせんとうしゃ、ZBD-03伞兵战车・ZBD-03)は、中華人民共和国の歩兵戦闘車（IFV）で、中国人民解放軍における初の空挺戦闘車である。正式名称は「ZBD-03 傘兵戦車」と呼ばれる。

## 開発
中国人民解放軍は、1975年から空挺用の軽量戦闘車の開発を開始した。1980年までに105 mm無反動砲を搭載したWZ-101を2両試作したが、これらは採用されなかった。
その後、ロシアのBMD-3を購入して開発したZLC-2000を経て、ZBD-03が設計された。ZBD-03は、2009年10月1日に開催された建国60周年記念式典軍事パレードで、デジタル迷彩を施しその姿を現した。

## 設計

### 車体
外観はBMD-3に類似するが、エンジンは車体前部に配置し、水上航行もキャタピラの回転によるなど、設計は異なる。車体はアルミニウム合金を中心に一部マグネシウム合金を用いており、装甲は正面が12.7x99mm NATO弾の徹甲弾、側面が7.62mm銃弾に耐える程度である。乗員は車長・操縦手・砲手の3名で、車体後部の兵員室に4名の空挺兵を乗せることができる。
落下傘降下時には、要員が搭乗したままパレットに搭載され、4つの落下傘と空気枕を用いて設置し、5分以内に戦闘開始状態となる。IL-76輸送機またはY-20輸送機に3両ずつ搭載しての空中投下が可能である。

### 武装
主武装は有効射程4,000m（対地）および2,500m（対空）の30mm機関砲で、徹甲弾を125発、榴弾を225発搭載する。対戦車ミサイルには、紅箭73(HJ-73)または紅箭8(HJ-8)を搭載する。このほかに7.62mm機関銃を一丁搭載している。

## 運用
2017年1月に開催された珠海航空ショーでは、中国最大の空挺部隊である空挺第15軍所属の03式空挺歩兵戦闘車が展示され、配備が進んでいることが窺える。
本車の車体を流用して、ロシアの2S25スプルート-SD 125mm対戦車自走砲に相当する、105mmライフル砲搭載の空挺対戦車自走砲（名称不明）のバリエーションも開発され、2012年に確認されている。

## 登場作品

### 漫画
『空母いぶき』
曙光工程において、Il-76 キャンディッド輸送機から与那国島に空中投下される。

### ゲーム
『マーセナリーズ2 ワールド イン フレームス』
アジアン軍が使用する歩兵戦闘車として「S・ドラゴンフライIFV」の名称で登場する。

### 模型
ホビーボスより、1/35スケールのプラモデルが販売されている。商品名は、初めて03式空挺歩兵戦闘車の存在が公開された時の「ZLC-2000空挺歩兵戦闘車」と明記されている。